# Benny Benassi
Marco Benassi, más conocido como Benny Benassi (Milán, Italia, 13 de julio de 1967) es un disc jockey italiano de música electrónica. En el 2011, ocupó la posición #27 de la encuesta anual realizada por la revista DJmag. Al año siguiente, le tocó ascender 13 posiciones alojándose en la ubicación #14.

## Biografía
Los primos Alle y Benny producen canciones bajo pseudónimos como Benassi Bros, AL.BEN o Bat67 desde la década de 1980. Los Benassi Bros. iniciaron su carrera en su pueblo natal y luego se trasladaron al estudio de producción de Larry Pignagnoli llamado Off Limits. Benassi Bros. tuvieron la oportunidad de colaborar con artistas tales como Whigfield, J.K. y Ally & Jo, en el susodicho estudio.
En el 2001 Benassi produjo la canción "I Feel so Fine" bajo el seudónimo KMC e incluyó a la vocalista Daniela Galli (Dhany). Gracias a dicho sencillo, Benassi llegó a los primeros puestos en las listas de música mundiales. Después de este éxito los Benassi Bros. Comenzaron a trabajar en su próximo proyecto: Benny Benassi presents The Biz. Dicho proyecto produjo una mezcla de varios géneros electrónicos incluyendo electro, techno y house. El primer sencillo que se lanzó bajo este nombre fue "Satisfaction" (sencillo que se añadió al álbum de Benassi titulado Hypnotica), él cual fue un éxito mundial durante el 2003 y parte del 2004. Las canciones producidas por Benassi han sido muy populares en el Reino Unido y se han escuchado en muchas discotecas de todo el mundo. Benassi también hace remixes de las canciones de otros artistas contemporáneos tales como DJ Tomcraft, Fischerspooner, Sonique y hasta Alizée y Outkast.
Recientemente Benassi creó una discográfica llamada Pump-kin Music con la meta de conseguir nuevos productores que aún no estén contratados por otras discográficas. Benassi espera poder darle fama a DJs y productores que aún no la tengan.
En diciembre de 2005 la cadena de comida rápida estadounidense, Wendy's inició una campaña publicitaria que hace uso de la canción "Satisfaction".
En 2008, lanza su tercer álbum Rock 'n' Rave. Incluye reversiones de clásicos como "Bring the Noise" de Public Enemy (la cual ganó el Premio Grammy en 2008 a la "Mejor grabación remixada") y "Sixteen" (titulado en el álbum como Electro Sixteen), de Iggy Pop.
En 2011 colabora con el grupo californiano LMFAO en su disco "Sorry for Party Rocking"; remezclando el tema "Party Rock Anthem" que alcanzára el número uno de las listas en varios países como Estados Unidos, Nueva Zelanda, Austria o España. También contribuyó en la producción del sencillo "Beautiful People", del cantante y actor estadounidense Chris Brown, incluido en su álbum F.A.M.E., lanzado en 2011.
En ese mismo año, más precisamente en el mes de junio, lanza su cuarto álbum de estudio, Electroman, del que se desprenden sencillos como "Spaceship", "Electroman", "Close to Me", "Control" y el éxito "Cinema", estas últimas tres canciones con la colaboración del cantante y productor inglés Gary Go. La canción "Cinema", se adjudicó el Premio Grammy en el 2012, en la categoría "Mejor grabación remixada", gracias al remix del productor estadounidense de dubstep Skrillex.
En 2012, tuvo el privilegió de colaborar como productor en el último álbum MDNA, de la cantante estadounidense de pop Madonna. Participó en tres canciones, "I'm Addicted", "Best Friend" y en el sencillo "Girl Gone Wild". Además volvió a colaborar con Chris Brown en la canción "Don't Wake Me Up" incluida en el álbum del estadounidense, Fortune.

## Discografía
Álbumes de estudio
- 2003: Hypnotica (como Benny Benassi presents The Biz)
- 2004: Pumphonia (como Benassi Bros)
- 2005: ...Phobia (como Benassi Bros)
- 2008: Rock 'n' Rave
- 2011: Electroman
- 2016: Danceaholic

## Ranking DJmag
| DJ            | 2004 | 2005 | 2006 | 2007 | 2008 | 2009 | 2010 | 2011 | 2012 | 2013 | 2014 | 2015 | 2016 |
| ------------- | ---- | ---- | ---- | ---- | ---- | ---- | ---- | ---- | ---- | ---- | ---- | ---- | ---- |
| Benny Benassi | 18°  | 22°  | 26°  | 32°  | 39°  | 26°  | 26°  | 27°  | 70°  | 89°  | 88°  | 70°  | 31°  |